# Новое Село (Вяземский район)
Новое Село — деревня в Смоленской области России, в Вяземском районе. В прошлом — усадьба графов Рибопьер.
Расположена на левом берегу реки Вязьма в восточной части области в 6 км к северу от районного центра, на автодороге Р134 «Старая Смоленская дорога» Смоленск — Дорогобуж — Вязьма — Зубцов. Одноимённая железнодорожная станция на линии Вязьма — Ржев. Население — 816 жителей (2007 год). Административный центр Новосельского сельского поселения.

## Ссылки

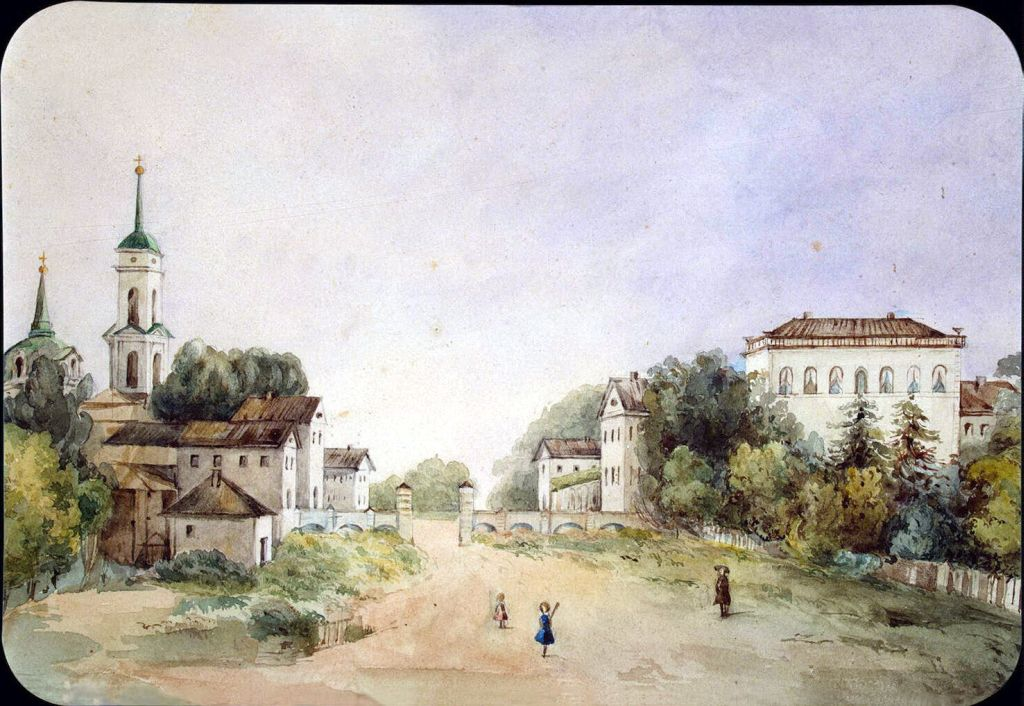
Новое Село в середине XIX века